# Hilda Melander
Hilda Melander (ur. 1 grudnia 1991 w Sztokholmie) – szwedzka tenisistka, reprezentantka kraju w rozgrywkach Pucharu Federacji.
W przeciągu kariery zwyciężyła w trzech singlowych i dziewięciu deblowych turniejach rangi ITF. 8 września 2014 roku zajmowała najwyższe miejsce w rankingu singlowym WTA Tour – 311. pozycję. Natomiast 10 listopada 2014 osiągnęła najwyższą lokatę w rankingu deblowym – 224. miejsce.

## Wygrane turnieje rangi ITF
| turnieje z pulą nagród 100 000 $ |
| turnieje z pulą nagród 75 000 $  |
| turnieje z pulą nagród 50 000 $  |
| turnieje z pulą nagród 25 000 $  |
| turnieje z pulą nagród 15 000 $  |
| turnieje z pulą nagród 10 000 $  |

### Gra pojedyncza
|    | Data       | Turniej    | Naw.    | Przeciwniczka    | Wynik         |
| 1. | 15/08/2011 | Pieszczany | Ceglana | Denisa Allertová | 6:3, 6:3      |
| 2. | 12/08/2013 | Innsbruck  | Ceglana | Tena Lukaš       | 6:2, 6:3      |
| 3. | 18/08/2014 | Fleurus    | Ceglana | Sofie Oyen       | 3:6, 6:3, 6:2 |

### Gra podwójna
|    | Data       | Turniej        | Naw.          | Partnerka             | Przeciwniczki                     | Wynik          |
| 1. | 02/04/2012 | Szybenik       | Ceglana       | Sofija Kowałeć        | Vaszilisza Bulgakova Anne Schäfer | 2:1 krecz      |
| 2. | 29/10/2012 | Sztokholm      | Twarda (hala) | Paulina Milosavljevic | Carolin Daniels Laura Schäder     | 6:2, 6:1       |
| 3. | 18/03/2013 | Sunderland     | Twarda (hala) | Sandra Roma           | Amy Bowtell Lucy Brown            | 6:0, 6:3       |
| 4. | 22/06/2013 | Horb am Neckar | Ceglana       | Tatiana Kotelnikowa   | Carolin Daniels Laura Schäder     | 6:3, 6:3       |
| 5. | 12/08/2013 | Innsbruck      | Ceglana       | Lucy Brown            | Nastja Kolar Polona Reberšak      | 3:6, 6:3, 10–7 |
| 6. | 16/12/2013 | Mérida         | Twarda        | Barbara Bonić         | Dia Jewtimowa Hsu Chieh-yu        | 6:3, 7:5       |
| 7. | 07/04/2014 | Gloucester     | Twarda (hala) | Lucy Brown            | Sarah Beth Askew Katy Dunne       | 7:5, 6:3       |
| 8. | 21/06/2014 | Horb am Neckar | Ceglana       | Barbora Štefková      | Carolin Daniels Laura Schäder     | 6:4, 6:1       |
| 9. | 01/11/2015 | Sztokholm      | Twarda (hala) | Cornelia Lister       | Ksenia Gaydarzhi Anette Munozova  | 6:4, 6:3       |